# Аја Ирина
Аја Ирина (грч. Ἁγία Εἰρήνη — Свети Мир) је православна црква смјештена у спољашњем дијелу дворишта палате Топкапи у Истанбулу у Турској.

## Прошлост
Оснивање цркве Свете Ирине приписује се Констатину Великом који ју је подигао уместо мање црквице која се до тад ту налазила. Њена судбина је од самог настанка била уско повезана са суседном црквом Свете Софије. Она је 381. године била седиште другог васељенског сабора. Патријарх Нектарије је 397. године преместио своје седиште привремено у цркву Свете Ирине због пожара у ком је страдао кров црква Свете Софије. Након што је црква Свете Софије изгорела у нередима септембра 404. године седиште патријаршије је поново премештено у цркву Свете Ирине у којој је остало до 415. године када је црква Свете Софије обновљена.
Током велике Ника побуне у пожару страда цела црква Свете Ирине коју поново подиже Јустинијан I. Величина нове цркве Свете Ирине била је таква да је, према речима Прокопија из Цезареје, засењивала све друге цркве у Цариграду. У њој је патријарх држао литургије, осим приликом великих свечаности када су оне одржаване у цркви Свете Софије. Због овога су ондашњи хроничари и историчари цркву Свете Ирине називали патријаршија.
Нови пожар је захвата 564. године уништивши атријум и нартекс, који су одмах поново подигнути.
Земљотрес који је погодио Цариград 738. године тешко оштећује цркву, која убрзо бива обновљена.
Приликом владавине двојице патријарха, Игњатије је 867. године у цркви Свете Ирине сазвао сабор против свог противника Фотија.
Након пада Цариграда црква Свете Ирина није претворена у џамију као остале цркве, због близине цркве Свете Софије и касније Плаве џамије. Уместо тога, она је коришћена као складиште муниције јер се у њеној близини налазила Топкапи палата односно касарна јањичара који су чували палату.
Она је 1846. године претворена у Музеј старина, да би већ 1874. године била претворена у војни музеј.
У њеној непосредној близини започета су 1946. године, након уклањања оружја, археолошка ископавања која су открила темеље прехришћанског објекта на месту цркве Свете Ирине.

## Црква Свете Ирине данас
Садашњи изглед црква је добила за време Јустинијана I о чему сведоче и монограми Јустинијана и Теодоре на врховима стубова. Мали делови мозаика још су понегде видљиви. У олтарском делу очувала се фреска два свеца којима су лица уништена. На своду апсиде очуван је крст на тростепеној основи из доба иконоборства, попут оних који се још увек назиру у цркви Свете Софије.

## Галерија
- Црква, данас
- Унутрашњост, поглед на Куполу
- Унутрашњост, 1912.
- Попречни план Цркве Аја Ирина
- Унутрашњост
- Купола, унутрашњост
- Поглед на галерију
- Поглед на Цркву Аја Ирина
- План церкве, 1914.Византски Цариград
- Поглед на цркву са југоистока из 1912. године
- Тлоцрт цркве Свете Ирине